# Koral

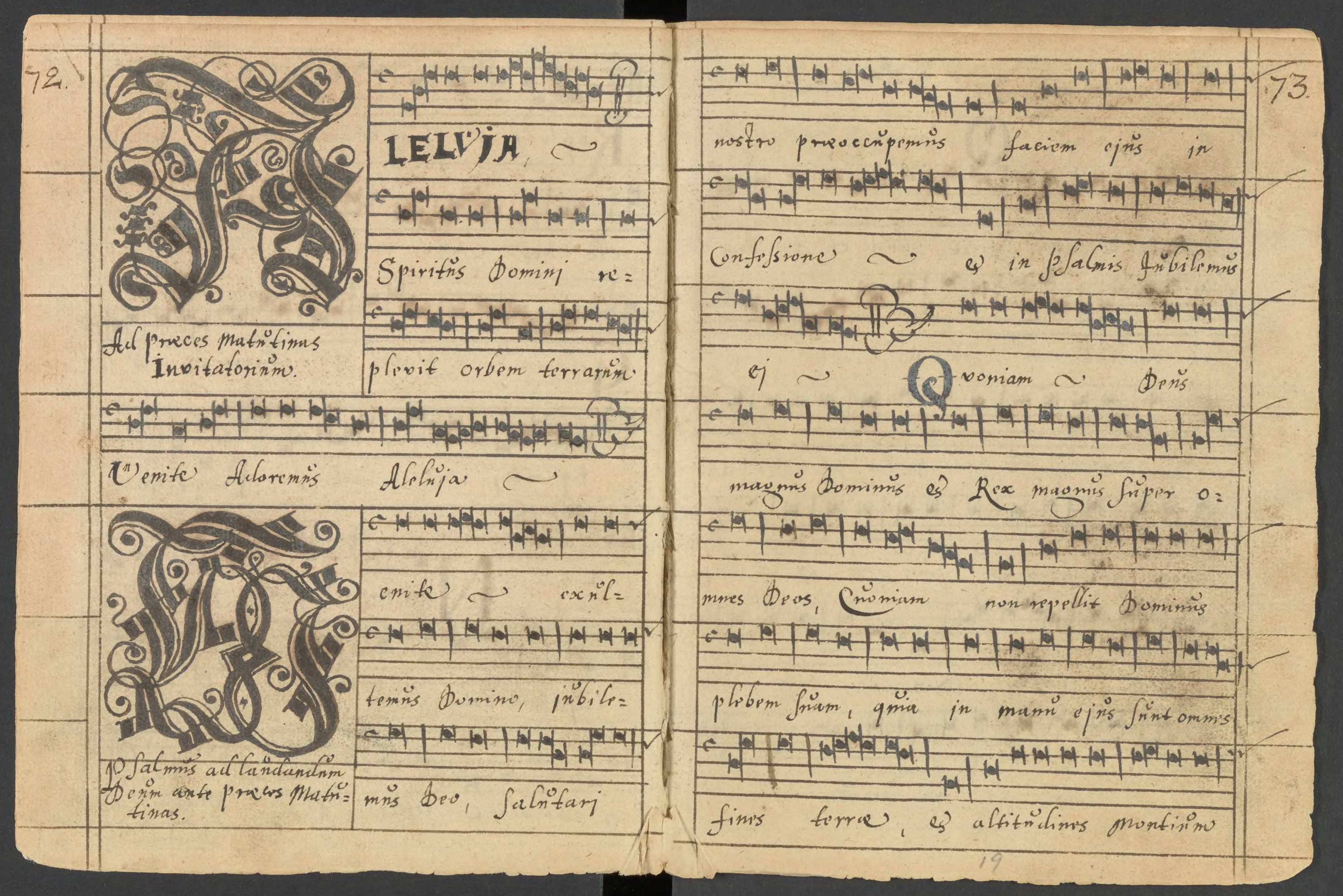
Sida ur en koralbok från Ålems kyrkoarkiv, 1645.

Koral (av latinets cantus choralis: körsång) är en musikalisk term som betecknar melodin till en kyrkosång, och ursprungligen stod för den unisona gregorianska sången men efterhand kom att beteckna också den evangeliska kyrkovisan. Detta gällde främst nordiskt och svenskt språkbruk, men i Sverige använder man ibland också ordet psalmmelodi.
Martin Luther använde i sin psalmdiktning på folkspråket dels gamla gregorianska melodier, dels folkliga andliga och världsliga vismelodier. I den reformerade kyrkan sjöngs tidigt rimmade franska psaltar-psalmer på enkla melodier som harmoniserades fyrstämmigt av Claude Goudimel.
En koralbok är en ackompanjemangsbok med musiknoter till en samling kyrkosånger. I Den första svenska koralboken av 1939 finns exempel på samtliga typer av ovannämnda koraler. Traditionen i Sverige är att sjunga koralen unisont med fyrstämmig orgelsats, varvid en utjämning av melodi och rytm ägt rum. Haeffners koralbok 1820–1821 är ett skolexempel på detta, medan senare koralboksredaktörer har försökt införa livligare rytmer.
Koralboken av år 1939, som bygger på haeffnersk grund fick 1963 ett tillägg med rytmiska varianter till 71 av melodierna. Ett intressant nyskapande av koralmelodier påbörjades på 1970-talet i Sverige med sikte på tillägg i den svenska psalmboken.